# 央米丁縣
央米丁縣為緬甸曼德勒省轄下的縣，其區域面積為3,794.3平方公里，2014年人口518,384人。該縣下分2個鎮區。央米丁為該縣之首府。

## 鎮區
以下為央米丁縣的鎮區：
- 標貝鎮（Pyawbwe Township）
- 央米丁鎮（Yamethin Township）